# Buforrestia
Buforrestia C.B.Clarke – rodzaj roślin z rodziny komelinowatych. Obejmuje trzy gatunki o allopatrycznym zasięgu występowania: dwa występują w afrykańskiej Gwinei, B. obovata w Górnej, B. mannii w Dolnej, zaś jeden gatunek, B. candolleana, występuje w południowoamerykańskiej Gujanie, na terytorium Gujany Francuskiej i Surinamu.

## Morfologia
PokrójWieloletnie rośliny zielne.
KorzenieWłókniste.
LiścieUlistnienie skrętoległe. Blaszki liściowe ogonkowe, eliptyczne do wąsko eliptycznych.
KwiatyWyrastają z kątów liści, przebijając pochwy liściowe, w siedzących, zwartych dwurzędkach, pojedynczych lub zebranych do 5 w zwarty lub wydłużony kwiatostan. Okwiat grzbiecisty. Listki zewnętrznego okółka wolne, niemal równej wielkości, zielonkawobiałe, rozrastające się w czasie owocowania. Listki wewnętrznego okółka wolne, dolny szerszy od pozostałych, o brzegach zagiętych do góry. Sześć pręcików o nagich nitkach, dolne dłuższe od górnych, dwa boczne łękowato wygięte. Szyjka słupka bardzo krótka, stożkowata.
OwoceTrójkomorowe, podługowate torebki, zawierające ok. 4–10 nasion w każdej komorze.

## Genetyka
Liczba chromosomów 2n wynosi 34.

## Systematyka
Pozycja systematycznaRodzaj z podplemienia Murdanniinae plemienia Commelineae podrodziny Commelinoideae w rodzinie komelinowatych (Commelinaceae).
Wykaz gatunków
- Buforrestia candolleana C.B.Clarke
- Buforrestia mannii C.B.Clarke
- Buforrestia obovata Brenan